# Bisila Bokoko
Bisila Bokoko (Valencia, 26 de junio de 1974) es una mujer de negocios, emprendedora y filántropa hispano-estadounidense. Es fundadora y CEO de BBES, una agencia de desarrollo empresarial de Nueva York que representa y promueve marcas de mercados internacionales. Antes de crear su propia empresa, de 2005 a 2012 fue directora ejecutiva de la Cámara de Comercio España-EE. UU. en la ciudad de Nueva York.

## Biografía
Bokoko nació en Valencia. Su familia, de origen africano, proviene de Malabo, Guinea Ecuatorial y pertenece a la etnia bubi. En un artículo en el Huffington de enero de 2015 explica: " soy un híbrido cultural. Nací en España de padres africanos, ahora soy ciudadana estadounidense y desde hace quince años vivo en la Ciudad de Nueva York ".
Estudió en la Universidad San Pablo de Madrid donde obtuvo una maestría (MBA) en Economía y Administración Empresarial en 1998. Ese mismo año se formó en legislación británica en la Universidad de Mánchester que completó con un MA en Relaciones Internacionales en el City College of New York en 2003.
Empezó su carrera en 1997 como ayudante legal en el despacho de abogados Carbo & Martínez en València. De 1999 a 2005 dirigió el Instituto de Exportación de València que facilitaba la conexión de empresas españolas de diferentes sectores con el mercado EE. UU.. Posteriormente, de 2005 a 2012 Bisila Bokoko fue Directora Ejecutiva de la Cámara de Comercio España-EE. UU.
En 2010 lanzó Bisila Wines, una marca de vino internacional hecha en España. En 2012 creó  BBES, una agencia de desarrollo empresarial global radicada en Nueva York. La empresa  realiza servicios de consultoría en negocios en los campos de moda, estilo de vida, artes y cultura.
En paralelo a su trayectoria como empresaria también colabora con el Washington Speakers Bureau como conferencista motivacional.
En octubre de 2014 auspició con UNCTAD  EMPRETEC Women in Business Award (E-WBA) la ceremonia en Ginebra en el Foro de Inversión Mundial. Bokoko fue embajadora para Pikolinos, Agatha Ruiz de la Prada y el The Liceu Barcelona Opera House US Foundation.

## Proyecto de alfabetización en África
En 2009 fundó BBALP (Bisila Bokoko Proyecto de Alfabetización Africana), una ONG con base en la ciudad de Nueva York con presencia actual en Ghana, Kenia, Zimbabue y Uganda. La organización tiene como objetivo promover la alfabetización en el continente africano a través de la apertura de bibliotecas. El lema es : “con un libro, nunca estás sólo”.
El 17 de abril de 2013 organizó en colaboración con Naciones Unidas la Gala Pikolinos Maasai para apoyar la tribu keniana. A través del Proyecto Maasai, unas 1,600 mujeres masái bordan a mano la piel de zapatos y bolsas de Pikolinos permitiendo que las mujeres tengan ingresos estables mientras preservan su patrimonio cultural y modo de vida.
Es miembro de la junta asesora de los Programas de Mujeres de EMPRETEC de Naciones Unidas que fomentan la capacidad empresarial entre las mujeres de América Latina, África y Oriente 

## Reconocimientos
En 2024 recibió el Premio a los Valores de la Asociación Women in a Legal World por fundar una ONG que trata de promover la alfabetización en el continente africano a través del establecimiento de bibliotecas.